# Otto Haas (Industrieller)
Otto Haas (* 15. März 1872 in Stuttgart; † 2. Januar 1960 in Philadelphia, Pennsylvania) war ein deutscher Unternehmer.

## Leben
Otto Haas, Sohn des Eisenbahnbeamten David Haas (1837–1883) und dessen aus Altshausen stammenden Ehefrau Louise Haas geborene Stierle (1846–1927), Absolvent einer Lehre bei der Königlich Württembergischen Hofbank in Stuttgart, war in der Folge als Bankkaufmann bei der Chemischen Fabrik Siegle & Co. in Stuttgart tätig, bevor er 1907 zusammen mit seinem Freund, dem zuvor bei der Stuttgarter Gasanstalt angestellten Chemiker Otto Röhm, die Chemiefabrik Röhm & Haas in Esslingen am Neckar gründete.
Mit der Herstellung des Produkts Oropon, eines auf den Enzymen der Pankreasdrüse von Rindern und Schweinen basierenden Mittels, das zur Lederbeize eingesetzt wurde, erfolgreich, erweiterten sie das Unternehmen, verlegten den Hauptsitz nach Darmstadt und riefen Zweigniederlassungen im Ausland ins Leben. Neben Oropon wurden unter anderem Kunststoffe und Schädlingsbekämpfungsmittel hergestellt.
Die wichtigste dieser Filialen in Philadelphia wurde 1917, während des Ersten Weltkriegs, in das selbständige Unternehmen Rohm and Haas umgebildet; sie arbeitete weiterhin bis zum Ausbruch des Zweiten Weltkriegs mit dem Stammwerk zusammen. Unter der Leitung von Otto Haas, die er seit 1909 innehatte, entwickelte sich das Unternehmen zu einer der bedeutendsten Chemiefabriken der USA, das später von seinen Söhnen F. Otto und John geführt wurde.